# Jay Silvester
Jay Silvester, född den 27 augusti 1937 i Tremonton, Utah, är en amerikansk friidrottare inom diskuskastning.
Han tog OS-silver i diskuskastning vid friidrottstävlingarna 1972 i München. 